# Marga Mulya (Rantau Rasau)
Marga Mulya is een bestuurslaag in het regentschap Tanjung Jabung Timur van de provincie Jambi, Indonesië. Marga Mulya telt 919 inwoners (volkstelling 2010).